# Lactobacillus iners
Lactobacillus iners è una specie di batterio appartenente alla famiglia delle Lactobacillaceae.